# Церква Святої Параскеви (Байківці)
Церква Святої Параскеви — храм у селі Байківці Тернопільського району Тернопільської області. Належить УГКЦ. Підпорядкований парафії Святої Параскеви Великобірківського деканату Тернопільсько-Зборівської архієпархії Тернопільсько-Зборівської митрополії.
Пам'ятка архітектури місцевого значення.
Місцева парафія є найбільшою у селі Байківці, у 2012 році кількість парафіян налічувала близько 1000 осіб.

## Історія
Церква збудована 1900 року.
У 1989 році було відновлено греко-католицьку парафію. Храм переданий УГКЦ.
У 1992 році поблизу церкви була насипана символічна могила на честь героїв України.
З 2005 року адміністратором парафії є о. Віталій Дзюба. Раніше на парафії служили отці Володимир Хома та Роман Гриджук.
У 2012 році на парафії відбулося 3 вінчання, 3 хрещення та 10 похоронів.

## Життя парафії
На парафії та за її сприяння діють:
- братство Матері Божої Неустанної Помочі;
- спільнота Матері в молитві;
- християнська молодіжна організація "БУМ" (Байковецька універсальна молодь);
- християнська дитяча організація "Марійська дружина";
- дитяча спільнота "Ангелята";
- церковна театральна студія "Світло і тінь" (постановка вистав "Безталанна", "Сватання на Гончарівці", "Наталка Полтавка", "Назар Стодоля", "Байківці. 1848 рік" та інші).

Діяльність Байковецької універсальної молоді зосереджена на молитовних та харитативних акціях, освітніх заходах, як от тематичні зустрічі та науки, театральній діяльності та етнографічних заходах: підтримка українських традицій, постановка вертепу, Маланка, щедрування, гаївки. Також організація видає часопис "Світло Христа". Також діє музична студія "Пісня — Богу".